# Хорошенська сільська рада
| Хорошенська сільська рада — колишній орган місцевого самоврядування у Слов'яносербському районі Луганської області з адміністративним центром у с. Хороше. Історична дата утворення: в 1924 році. Водоймища на території, підпорядкованій даній раді: річка Лугань. Сільській раді підпорядковані населені пункти: - с. Хороше - с. Пахалівка - с. Петровеньки - с-ще Яснодольськ |

## Склад ради
Рада складається з 16 депутатів та голови.

### Керівний склад ради
| ПІБ                     | Основні відомості                                                                             | Дата обрання | Дата звільнення |
| ----------------------- | --------------------------------------------------------------------------------------------- | ------------ | --------------- |
| Закіров Роман Феритович | Сільський голова, 1976 року народження, освіта, член Всеукраїнського об'єднання «Батьківщина» | 26.03.2006   | 31.10.2010      |
| Закіров Роман Феритович | Сільський голова, 1976 року народження, освіта вища, член Партії регіонів                     | 31.10.2010   |                 |

Примітка: таблиця складена за даними джерела